# Пинд
Вижте пояснителната страница за други значения на Пинд.
Пинд (на гръцки: Πίνδος, Пиндос; на албански: Pindet) е планинска система в западната част на Балканския полуостров, в Гърция и Албания (крайните северни разклонения).

## Географска характеристика

### Положение
Разположен е между историческите области Тесалия и Македония на изток и Епир на запад. Често бива наричан „гръбнакът на Гърция“.

### Граници
Масивът на Пинд започва от източните части на Албания, в близост до Гърция (източно от град Корча), и достига на юг посредством Панетолико в Етолоакарнания до Коринтския залив, със срещуположно разположените планини на полуостров Пелопонес. Дълъг е приблизително 230 km, широк около 70 km, с най-висока точка връх Смолика (2637 m). Разделен е на множество различаващи се по геоложки строеж, размери и височина малки планини с височина 1800 – 2600 m и разделени от дълбоки речни долини.
Геоложки разлетия и обширен планински масив е южно меридионално продължение на Динарските планини, посредством Албанските планини, която дълга планинска верига покрай Адриатическо и Йонийско море доминира в западната част на Балканския полуостров. Този огромен комплекс от планини, върхове, плата, долини и клисури отделя Тесалия от Епир и на югоизток продължава с планините на Континентална Гърция – в посока от северозапад на югоизток. Планината е изградена предимно от варовици и флишеви скали.
Според алтернативни лингвистични трактовки, обосноваващи се на античната етимология, на югоизток планинският масив на Пинд завършва с планината Ета. 

### Деление
Обхватът на планината е северно на територията на Албания и започва от планините окръжаващи Охридското и Преспанските езера (в исторически Девол) с планината Морава, която може да се приеме като най-северно разклонение и продължение на Грамос. На юг Пинд се простира до ном Евритания с трите ѝ масива – Велухи, Каликуда и Хелидона. Най-южната област в Пинд е района на Аграфа. Южен Пинд в района на Аграфа е значително по-нисък от северната си част и има само седем върха с над 2000 m надморска височина.
Планинската верига на Пинд се поделя на Северен и Южен. Главното било има редица странични разклонения. На запад досами йонийското крайбрежие се простират успоредни ниски планински вериги, най-високата от които е тази на областта Сули. На североизток, дълбоко към Олимп, се вдава страничното било на Хасия и Антихасия, което разделя Македония от Тесалия. От Южен Пинд се вдава на изток ниско планинско ребро към Отрис с дължина 30 km и най-високи върхове Гераковуни (1726 m) и Гурас (1454 m), което дели тесалийската равнина от Фтиотида, в античността част от Антична Тесалия.

#### Северен Пинд
Обособени планински масиви изброени от север на юг са:
- Морава (в Албания) – 2042 m н.в.
- Грамос – 2520 m н.в.
- Смолика (Смоликас) – 2637 m н.в.
- Трапезица – 2024 m н.в.
- Тимфи – 2497 m н.в.
- Лигос – 2249 m н.в.
- Хасия – 2295 m н.в. с Антихасия – 1416 m н.в. (североизточно планинско рамо къмто Олимп, разделящо Македония от Тесалия)
- Мицикели (Меча бърлога) – 1810 m н.в.
- Томарос – 1974 m н.в.
- Хаджи – 2038 m н.в.

#### Южен Пинд
Планински масиви:
- Чумерка (наричана още и Атаманика) с най-високи върхове Какардица – 2429 m н.в. и Катафиди – 2393 m н.в.
- Лакмос (Перистери) – 2295 m н.в.
- Тригия – 2204 m н.в.
- Нераида – 2074 m н.в.
- Козяк – 1901 m н.в.
- Авго – 2146 m н.в.

В границите на Южен Пинд влиза планинската област Аграфа. Тя е чувствително по-ниска от северните части около Мецово. Релефът ѝ е набразден от многобройни рекички оттичащи се към Йонийско море с Артския залив на запад, Коринтския залив на юг и Егейско море на изток.
Най-високият връх на Аграфа е Карава. Средище на Аграфа е едноименното село. Друго известно селище в района е Граница.
От Евритания се редят в югоизточна посока високите планински масиви на Същинска или Континентална Гърция (Румели) – Велухи, Вардусия, Ета с Калидромо в южната част на Фтиотида, Гиона, Парнас (изброени от северозапад на югоизток, които се намират във Фокида и отчасти на север във Фтиотида) и последващата Хеликон в Беотия и накрая Парнита, досами Атина. Велухи над Карпениси в Евритания е част от Натура 2000.
На юг естествено продължение на планината е планинската верига Панетолико, чиято най-висока точка не надхвърля 2000 m, и се издига само на 1924 m. Панетолико е с дължина 25 km от изток на запад и 10 km ширина от север на юг.

## Име, топонимия
В Архаична Гърция името Пинд носи единия от градовете на дорийската тетраполия, разположен на едноименната река и в планината Ета – според Страбон.  В най-ново време – от XIX век насам, с името Пинд се назовава планинската верига от Велухи на север, а не така както е било в античността – от Парнас във Фокида – на северозапад до Велухи (Тимфристос). 
Идентифицирането на името на планината като Мецово е възпроизведено във френската Енциклопедия, или тълковен речник на науките, изкуствата и занаятите през 1756 г. В началото на XIX век, в два документа от 1818 г. и 1825 г., се отбелязва, че планината е означавана сред народа като Мецово.
В края на 20-те години на XX век всички негръцки имена на географски обекти в планината са заменени с гръцки такива. Например името на административния център на дема на най-южноразположената Аграфа е променено от Керасово на Керасхори през 1930 г.

## Води

### Реки
Пинд дели водите на днешната територия на Гърция по водосборни басейни. В Чумерка е орохидрографски възел на целия планински масив.
Най-пълноводната и известна река Ахелой (Аспропотаму) протича между Аграфа и Гаврово, разделяйки на юг северната част (ном Етолоакарнания) на административната област Западна Гърция на Етолия и Акарнания.

### Езера и водоеми
В южната планина към и в Континентална Гърция се намират най-големите язовири на Гърция (Кремаста, Кастраки, Стратос, Пърнари и Пластира) осигуряващи вода за питейни нужди и напояване дори към безводната Атика и Атина, посредством сложна система хидротехнически съоръжения. На всички тези язовири има изградени ВЕЦ.

## Население
Планините на Централен Пинд са сърцето на армънските поселения на Балканите. Етнографията на планината е характеризирана основно като армънска, а също така и като албанска. Топонимията е основно славянобългарска.  Селищата са неголеми, с масивни къщи по скатовете, с калдъръмени улици, и всички те покрити с каменни настилки и покриви.

## История

### В Античността
Според древногръцката митология, Пинд е син на Македон.

### В Средновековието
В периода XI – XIII век частите на Пинд, окръжаващи Тесалия влизат в границите на Велика Влахия. В Османска Тесалия, Аграфа е един от четирите вилаета на санджак Трикала, а цялата планина от 1670 г. административно приспада към Янински еялет, който е формиран посредством отделянето на територията му от тази на Румелийския (последния със седалище в София).
Своеобразна планинска столица на Пинд е град Мецово, който се намира в близост до Янина. В сулиотските планини се води известната сулиотска война – в самото начало на XIX век. Представител на Епир (в т.ч. и на Пинд) в първото общогръцко народно събиране провело се в Аргос на 28 март 1821 г. /излъчило временна Пелепонеска герусия до първото народно събрание в Епидавър/ е българинът от Янина – Атанас Цакалов. 

### В наши дни
В най-ново време, след анексирането на тази планинска територия от Кралство Гърция, по време на ПСВ и ВСВ, тук се създава пиндска автономия. По време на гражданската война в Гърция, тези планини са последен бастион на ЕЛАС, а главният щаб на последната се намира в Грамос на границата с Албания и където е дадена последната битка на Грамос в гражданската война в Гърция.

## Туризъм

### Забележителности
Специфично характеризиращи планината са каменните мостове над буйно прииждащите води на късите планински епиро-тесалийски реки. Най-южният каменен мост се намира оцелял в Аграфа до село Виняни, която област/дем е вече административно от 2011 г. част от ном Евритания. 

## Паркове и резервати
В планината са обособени два национални парка – Викос-Аоос и Националния парк „Пинд“.